# Liste der Mitglieder der American Academy of Arts and Sciences/1958
Im Jahr 1958 wählte die American Academy of Arts and Sciences 154 Personen zu ihren Mitgliedern.

## Neu gewählte Mitglieder
- Philip Hauge Abelson (1913–2004)
- James Luther Adams (1901–1994)
- Luis Walter Alvarez (1911–1988)
- Christian Boehmer Anfinsen (1916–1995)
- Allen Varley Astin (1904–1984)
- Stephen Kemp Bailey (1916–1982)
- Ernest Barker (1874–1960)
- Joseph Warren Barker (1891–1975)
- Frederic Charles Bartlett (1886–1969)
- Marston Bates (1906–1974)
- Paul Bruce Beeson (1908–2006)
- Samuel Flagg Bemis (1891–1973)
- Victor Hugo Benioff (1899–1968)
- Bernard Berenson (1865–1959)
- Homi Jehangir Bhabha (1909–1966)
- Robert Lyle Bishop (1916–2013)
- David Mahlon Bonner (1916–1964)
- Francis James Braceland (1900–1985)
- Frederic Gaston Nicolas Bremer (1892–1982)
- Charlie Dunbar Broad (1887–1970)
- Louis Victor Pierre Raymond de Broglie (1892–1987)
- Edward Pennell Brooks (1895–1981)
- Henry Walter Brosin (1904–1999)
- Reuben Arthur Brower (1908–1975)
- Herbert Ross Brown (1902–1988)
- Bernard Budiansky (1925–1999)
- Curt Ferdinand Buhler (1905–1985)
- Theodore Holmes Bullock (1915–2005)
- Frank Macfarlane Burnet (1899–1985)
- Louis Wellington Cabot (1921–2021)
- Alberto Pedro Calderon (1920–1998)
- Robert Lowry Calhoun (1896–1983)
- Melvin Calvin (1911–1997)
- Harold Fredrik Cherniss (1904–1987)
- Roderick Milton Chisholm (1916–1999)
- Lan Jen Chu (1913–1973)
- Lucius Dubignon Clay (1897–1978)
- James Stacy Coles (1913–1996)
- Ralph Jarron Cordiner (1900–1973)
- Charles Sprecher Davidson (1910–2000)
- Bernard David Davis (1916–1994)
- Albert George Henry Dietz (1908–1998)
- Paul Rene Doguereau (1908–2000)
- Hugh Latimer Dryden (1898–1965)
- Freeman John Dyson (1923–2020)
- Cyrus Stephen Eaton (1883–1979)
- Byron Kauffman Elliott (1899–1996)
- Boris Ephrussi (1901–1979)
- Joseph Austin Erickson (1896–1983)
- Edward Evan Evans-Pritchard (1902–1973)
- Henry Eyring (1901–1981)
- Harold Williams Fairbairn (1906–1994)
- Robert Mario Fano (1917–2016)
- Clarence Henry Faust (1901–1975)
- William Feller (1906–1970)
- Dudley Fitts (1903–1968)
- Carl Frederick Floe (1908–1998)
- Edward Morgan Forster (1879–1970)
- Kurt Otto Friedrichs (1901–1983)
- Richard Nelson Frye (1920–2014)
- Robert Galambos (1914–2010)
- Pieter Catharinus Arie Geyl (1887–1966)
- Herbert Johannes Gezork (1900–1984)
- Thomas Keith Glennan (1905–1995)
- Jean Marc Goguel (1908–1987)
- Leo Gross (1903–1990)
- Henry Edward Guerlac (1910–1985)
- Wiktor Hambardsumjan (Ambartsumian) (1908–1996)
- Tinsley Randolph Harrison (1900–1978)
- George Graham Harvey (1908–1988)
- Arthur William Heintzelman (1891–1965)
- Werner Karl Heisenberg (1901–1976)
- Karl Ferdinand Herzfeld (1892–1978)
- John Richard Hicks (1904–1989)
- Ernest Ropiequet Hilgard (1904–2001)
- Mahlon Bush Hoagland (1921–2009)
- William Vallance Douglas Hodge (1903–1975)
- Dorothy Mary Crowfoot Hodgkin (1910–1994)
- Rollin Douglas Hotchkiss (1911–2004)
- Henry Stuart Hughes (1916–1999)
- Everett Harold Hugo (1910–1985)
- Thomas Harrison Hunter (1913–1997)
- Christopher Kelk Ingold (1893–1970)
- Franc Douglas Ingraham (1898–1965)
- Karl Theodor Jaspers (1883–1969)
- H. E. Karl Jordan (1861–1959)
- Martin David Kamen (1913–2002)
- Ernst Hartwig Kantorowicz (1895–1963)
- Benjamin Kaplan (1911–2010)
- Nathan Oram Kaplan (1917–1986)
- Richard Krautheimer (1897–1994)
- Helmut Erich Landsberg (1906–1985)
- Earl Ganson Latham (1907–1977)
- James Lawrence (1907–1995)
- Cyrus Levinthal (1922–1990)
- Michael James Lighthill (1924–1998)
- Francis Eugene Low (1921–2007)
- Andre Michel Lwoff (1902–1994)
- Gordon James Fraser MacDonald (1929–2002)
- William Luke Marbury (1901–1988)
- William Schumacher Massey (1920–2017)
- Jean Paul Mather (1914–2007)
- Joseph Edward Mayer (1904–1983)
- Leonard Chapin Mead (1913–2002)
- Alton Meister (1922–1995)
- William Claire Menninger (1899–1966)
- Frederick Merk (1887–1977)
- Paul Willard Merrill (1887–1961)
- Raymond David Mindlin (1906–1987)
- Deane Montgomery (1909–1992)
- Hans Joachim Morgenthau (1904–1980)
- John Humphrey Carlile Morris (1910–1985)
- Robert Warren Morse (1921–2001)
- Karl Gunnar Myrdal (1898–1987)
- Ragnar Nurkse (1907–1959)
- Frank Pace (1912–1988)
- Sidney Painter (1902–1960)
- Robert Roswell Palmer (1909–2002)
- Colin Stephenson Pittendrigh (1918–1996)
- Kenneth Sanborn Pitzer (1914–1997)
- Guido P. A. Pontecorvo (1907–1999)
- Bernard Emerson Proctor (1901–1959)
- Paul Cashman Reardon (1909–1988)
- Roger Randall Dougan Revelle (1909–1991)
- Elliot Lee Richardson (1920–1999)
- David McKenzie Rioch (1900–1985)
- Ronald Samuel Rivlin (1915–2005)
- Clinton Lawrence Rossiter (1917–1970)
- Hunter Rouse (1906–1996)
- Frederick Sanger (1918–2013)
- May Sarton (1912–1995)
- Elmer Eric Schattschneider (1892–1971)
- Theodore William Schultz (1902–1998)
- Glenn Theodore Seaborg (1912–1999)
- William Rees Sears (1913–2002)
- Marcus Joseph Singer (1914–1994)
- Richard Lester Solomon (1918–1995)
- Vilhjalmur Stefansson (1879–1962)
- Karl Strauch (1922–2000)
- John Torrence Tate (1925–2019)
- Owsei Temkin (1902–2002)
- James Burleigh Thompson (1921–2011)
- Virgil Garnett Thomson (1896–1989)
- James Tobin (1918–2002)
- Laurens Troost (1895–1966)
- Warren Weaver (1894–1978)
- Hans Hermann Julius Wilhelm Weber (1896–1974)
- Charles Kingsley Webster (1886–1961)
- Rene Wellek (1903–1995)
- Arthur Easterbrook Whittemore (1896–1969)
- Robert Walter Williams (* 1920)
- Richard Wilson (1926–2018)
- William Barry Wood (1910–1971)
- Comer Vann Woodward (1908–1999)